# Tim Rieniets
Tim Rieniets (* 1972 in Hilden) ist ein deutscher Architekt. Seit 2018 ist er Professor für Stadt- und Raumentwicklung in einer diviersifizierten Gesellschaft an der Gottfried Wilhelm Leibniz Universität Hannover.

## Beruflicher Werdegang
1994 studierte Rieniets Kunstwissenschaft und Medientheorie an der Staatlichen Hochschule für Gestaltung Karlsruhe, von 1995 bis 2001 Architektur an den Technischen Universitäten Braunschweig, Delft und Berlin. 2002 war er freier Mitarbeiter bei Urban Catalyst sowie angestellter Architekt bei der Firma ASTOC Architects and Planners, außerdem bis 2004 wissenschaftlicher Mitarbeiter im Projekt Schrumpfende Städte beim Büro Philipp Oswalt. Von 2003 bis 2009 war er wissenschaftlicher Assistent an der Professur für Architektur und Städtebau von Kees Christiaanse an der ETH Zürich, 2009 wurde er hier Oberassistent, 2011 Dozent für Entwurf und Strategie im urbanen Raum. 2012 hatte er eine Gastprofessur für Städtebau am Lehrstuhl für Nachhaltige Entwicklung in Stadt und Land an der Technischen Universität München inne, von 2013 bis 2018 war er Geschäftsführer der Landesinitiative StadtBauKultur Nordrhein-Westfalen.

## Weitere Tätigkeiten
Seit 2018 ist Rieniets Beirat der Internationalen Bauausstellung 2027 StadtRegion Stuttgart (IBA’27) sowie Mitglied von Ruhrmoderne e. V. Von 2016 bis 2018 war er Beirat der Urbanana , von 2016 bis 2019 Vorstand des Heimatwerker e. V. sowie von 2014 bis 2018 Fachbeirat der Arbeitsgemeinschaft Historische Stadt- und Ortskerne.

## Veröffentlichungen (Auswahl)
- mit Philipp Oswalt (Hrsg.): Atlas der schrumpfenden Städte/Atlas of Shrinking Cities. Hatje Cantz Verlag Ostfildern (Ausgezeichnet von „Die schönsten Schweizer Bücher“), 2006, ISBN 978-3-7757-1714-4.
- mit Philipp Misselwitz (Hrsg.): City of Collision–Jerusalem and the Principles of Conflict Urbanism, Birkhäuser Verlag Basel (von Stiftung Buchkunst Frankfurt ausgezeichnet als Schönstes Buch 2006), ISBN 978-3-7643-7868-4.
- mit Jennifer Sigler, Kees Christiaanse (Hrsg.): Open City: Designing Coexistence. SUN Architecture Amsterdam, 2009, ISBN 978-90-8506-783-2.
- mit Hanna Hinrichs: Stadtgespräche – Engagement für die Baukulturvermittlung in Nordrhein-Westfalen. StadtBauKultur NRW Gelsenkirchen, 2015.
- mit Nicolas Kretschmann, Miriam Perret (Hrsg.): Die Stadt als Ressource. Jovis Verlag Berlin, 2016, ISBN 978-3-86859-348-8.
- mit Christine Kämmerer: Architektur der 1950er bis 1970er Jahre im Ruhrgebiet. DAM Architectural Book Award 2019, Deutsch/Englisch, Verlag Kettler, Dortmund, 2019, ISBN 978-3-86206-755-8.
- mit Matthias Sauerbruch, Jörn Walter (Hrsg.): urbainable – stadthaltig. Positionen zur europäischen Stadt für das 21. Jahrhundert. Deutsch/Englisch, ArchiTangle Berlin, 2020, ISBN 978-3-96680-009-9.
- mit Christoph Grafe, Baukultur Nordrhein-Westfalen e. V.: Umbaukultur: Für eine Architektur des Veränderns. (Taschenbuch), Verlag Kettler Dortmund, ISBN 978-3-86206-804-3.